# Rubem Fonseca
Rubem Fonseca (Juiz de Fora, Minas Gerais, 11 de mayo de 1925 - Río de Janeiro, 15 de abril de 2020) fue un escritor y guionista de cine brasileño. Estudió Derecho y se especializó en Derecho Penal. A pesar de su amplio reconocimiento como escritor, no fue hasta los 38 años de edad cuando decidió dedicarse de lleno a la literatura. Antes de ser escritor de tiempo completo, ejerció varias actividades, entre ellas la de abogado litigante. En 2003, ganó el Premio Camões, el más prestigiado galardón literario para la lengua portuguesa, en 2004 recibió el Premio Konex Mercosur a las Letras, y en 2012 el Premio Iberoamericano de Narrativa Manuel Rojas.

## Biografía
En 31 de diciembre de 1952 inició su carrera en la policía, como comisario en el 16.º Distrito Policial, en São Cristóvão, en Río de Janeiro. Muchos de los hechos vividos en aquella época por él y por sus compañeros de trabajo están inmortalizados en sus libros. Alumno brillante de la Escuela de Policía, no demostraba, entonces, propensiones literarias. Pasó poco tiempo en las calles. La mayor parte del tiempo en que trabajó, hasta ser exonerado el 6 de febrero de 1958, fue un policía de oficina[cita requerida]. Cuidaba del servicio de relaciones públicas de la policía[cita requerida].
En junio de 1954 recibió una beca para estudiar y después dar clases sobre ese tema en la Fundación Getúlio Vargas, en Río de Janeiro[cita requerida]. En la Escuela de Policía se destacó en psicología. Los contemporáneos de Rubem Fonseca dicen que, en aquella época, los policías eran más jueces de paz, separadores de pelea, que autoridades[cita requerida]. Rubem veía, debajo de las definiciones legales, las tragedias humanas y conseguía resolverlas. En ese aspecto, afirman, él era admirable[cita requerida]. Fue elegido, entre septiembre de 1953 y marzo de 1954, junto con otros nueve policías cariocas para especializarse en Estados Unidos. Aprovechó la oportunidad para estudiar Administración de Empresas en Boston y en Nueva York. Más adelante, mientras litigaba a favor de hombres que caían injustamente en manos de la justicia -por lo general, negros-, Fonseca intentó conseguir un puesto como juez. Fue durante esta etapa cuando pudo observar de cerca la corrupción y la violencia, tanto entre ciudadanos como la del Estado hacia estos. La oportunidad de observar esto sería crucial para el desarrollo de su estilo narrativo.
Es conocido por ser una persona recluida que adora el anonimato y rehúsa dar entrevistas, como Dalton Trevisan y como Thomas Pynchon, que es su amigo personal. Aun así es descrito por sus amigos como persona sencilla, afable y de óptimo humor. Tello Garrido nos narra un comentario que le hizo Fonseca durante una visita a México sobre los motivos que lo llevan a mantenerse al margen de los reflectores literarios:
Al parecer Rubem Fonseca prefiere pensar que un escritor puede decir todo lo que a él le parezca importante, independientemente de lo que los lectores puedan opinar al respecto, pero siempre a través de sus obras y no como personaje público que dicta sentencias en cuanto tiene un micrófono enfrente. Él mismo me comentó después que John Updike le había dicho alguna vez que la fama es como una máscara que los hombres suelen ponerse, y que resulta peligrosa porque devora el rostro original, le impone gestos, niega la identidad de quien se la ha echado encima.
Las obras de Rubem Fonseca generalmente retratan, en estilo seco, áspero y directo, la lujuria sexual y la violencia humana, en un mundo donde marginales, asesinos, prostitutas, delegados y pobres se mezclan. Fonseca dice que un escritor debe tener el coraje para mostrar lo que la mayoría de la gente teme decir. La historia a través de la ficción es también una marca de Rubem Fonseca, como en las novelas Agosto (su libro más famoso)[cita requerida] en la que retrata las conspiraciones que resultaron en el suicidio de Getúlio Vargas, y en El Salvaje de la Ópera en la que narra la vida de Carlos Gomes, o aún sobre la obra La Caballería roja, libro de Isaac Babel retratado en Vastas Emociones y Pensamientos Imperfectos. Casi todos los autores brasileños contemporáneos reconocen la importancia de Fonseca, y algunos de la nueva generación, tales como Patrícia Melo o Luis Ruffato, dicen que es una gran influencia[cita requerida].
Creó, para protagonizar algunos de sus cuentos y novelas, un personaje antológico: el abogado Mandrake, mujeriego, cínico y amoral, además de profundo conocedor del submundo carioca. Mandrake fue transformado en serie para la cadena de televisión HBO, con guiones de José Henrique Fonseca, hijo de Rubem, y el actor Marcos Palmeira en el papel protagonista[cita requerida].
Dado que le interesa profundamente el arte cinematográfico, escribió también guiones para filmes, muchos de ellos premiados[cita requerida].
Fue viudo y tuvo tres hijos.

## Muerte
Rubem Fonseca sufrió un ataque al corazón en su departamento en el barrio de Leblon el 15 de abril de 2020. Fue atendido en el Hospital Samaritano pero no resistió el infarto y murió en ese hospital.

### Cuentos
- Los prisioneros (1963) (10 cuentos)
- El collar del perro (1965) (8 cuentos)
- Lucía McCartney (1967) (19 cuentos)
- Feliz Año Nuevo (1975) (15 cuentos)
- El cobrador (1979) (10 cuentos)
- Novela negra y otras historias (1992) (7 cuentos)
- El agujero en la pared (1995)
- Historias de amor (1997)
- La cofradía de los Espadas (1998)
- Secreciones, excreciones y desatinos (2001)
- Pequeñas criaturas (2002)
- Ella y otras mujeres (2006)
- Axilas y otras historias indecorosas (2011)
- Amalgama (2013)
- Histórias Cortas (2015)
- Calibre 22 (2017).
- Carne cruda (2019).

### Novelas
- El caso Morel (1973)
- El gran arte (1983)
- Buffo & Spallanzani (1986) (Traducida primeramente en España como Pasado negro, y habiéndosele restituido posteriormente su título original.)
- Grandes emociones y pensamientos imperfectos (1988) (Traducida en España como Vastas emociones y pensamientos imperfectos.)
- Agosto (1990)
- El salvaje de la ópera (1994)
- Del fondo del mundo prostituto sólo amores guardé para mi puro (1997) (Traducida en Colombia como: Y de este mundo prostituto y vano sólo quise un cigarro entre mi mano)
- El enfermo Molière (2000)
- Diario de un libertino (2003)
- Mandrake, la Biblia y el bastón (2005)
- El seminarista (2010)

### Crónicas
- La novela murió (2008)

### Memorias
- José (2011)

### Antologías; recopilaciones
- Los mejores relatos (Alfaguara, 1998)
- Cuentos completos en tres tomos (Tusquets, 2018)

## Crítica
- MORAIS JUNIOR, Luis Carlos de. "O mago artificial", in O Estudante do Coração. Río de Janeiro: Quártica, 2010.
- PETROV, Petar Dimitrov. O Realismo na Ficção de José Cardoso Pires e Rubem Fonseca. Lisboa: Algés, 2000.
- POLESSA, Maria  Luiza de Castro. Rubem Fonseca: Retratos e Conversas. Universidade Federal do Rio de Janeiro, 1986.
- SANTOS, Rosa Maria dos. O Conto Policial em Poe e Rubem Fonseca. Universidade Estadual Paulista, São José do Rio Preto, 1998.
- SILVERMAN, Malcolm. “Rubem Fonseca”, págs. 261-277, in Moderna Ficção Brasileira 2. Ed. Río de Janeiro: Civilização Brasileira/MEC, 1981.
- SILVA, Deonísio da. Rubem Fonseca. Coleção Perfis do Rio. Río de Janeiro: Relume-Dumará/Rio Arte, 1996.
- TELLO Garrido, Romeo. La Violencia como Estética de la Misantropía. Cuatro Acercamientos a la Obra de Rubem Fonseca. México, 1993.
- VIEGAS, Ana Cristina Coutinho. Campos Recepcionais na Obra de Rubem Fonseca. Universidade Federal do Rio de Janeiro, 1998.
- VIEIRA, Nelson H. An ‘Uncanny’  Vision of Art and Reality in Brazil: Rubem Fonseca’s Bufo  & Spallanzani. Brown University, /n/d/